# اسماگ
اسماگ (به انگلیسی: Smaug)یک موجود خیالی در رشته داستان‌های به قلم جی. آر. آر. تالکین است که به رمان هابیت در ۱۹۳۷ مربوط می‌شود. اسماگ اژدهایی ترسناک و نیرومند است که به پادشاهی کوتوله‌ها در تنهاکوه یورش می‌برد، این یورش ۱۵۰ سال پیش از رویدادهایی که در رمان آمده است روی داده است. در این رمان ۱۳ کوتوله به پا می‌خیزند تا پادشاهی خود را پس بگیرند که در این میان گندالف و بیلبو به آنها کمک می‌کنند.
احتمالاً شخصیت اسماگ تأثیر گرفته از اژدهای فافنیر در ولسونگا ساگا بوده است.

## داستان

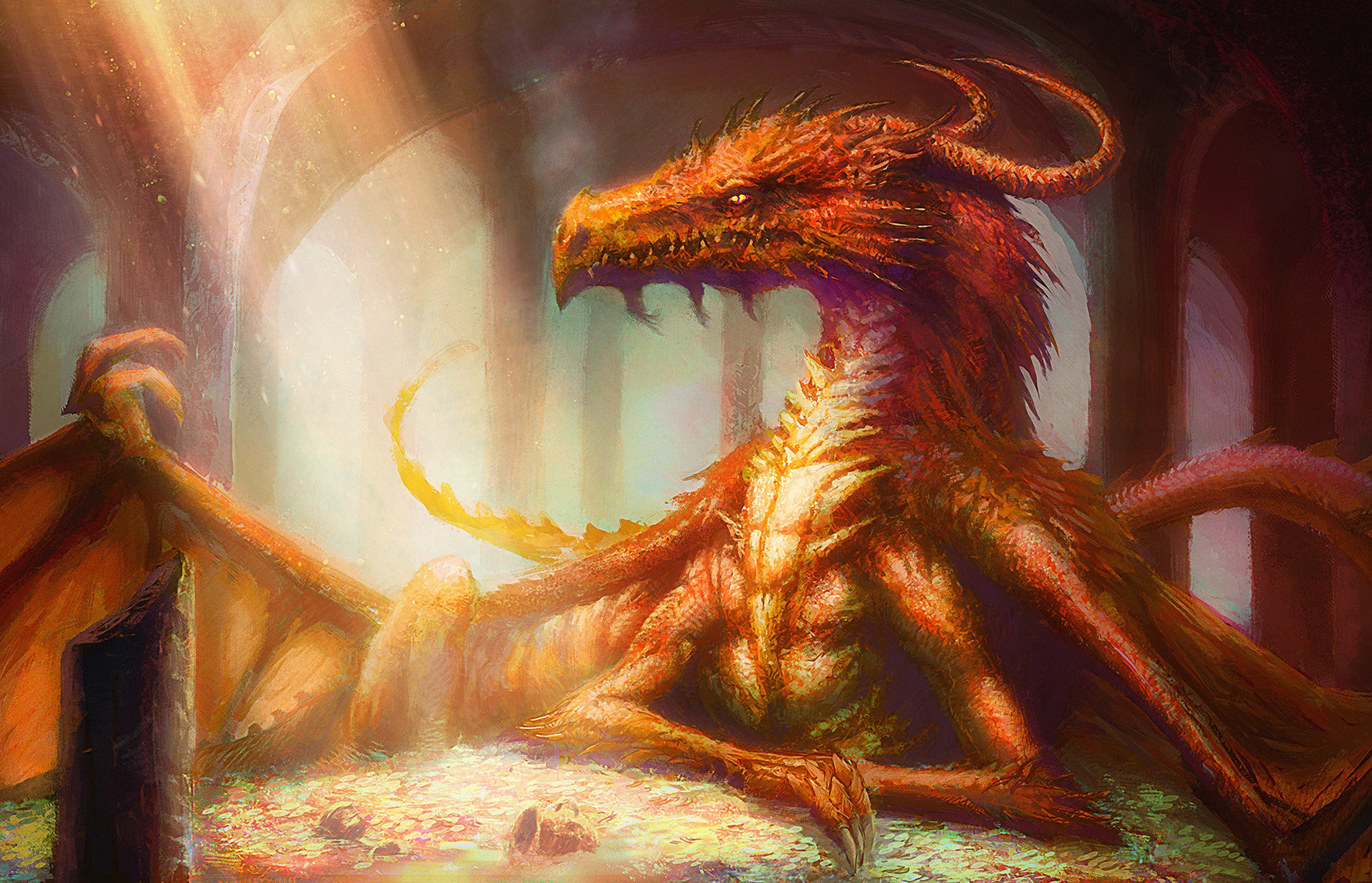
نقاشی اسماگ، اثر هنرمند طرفدار، داوید دومره

در پیوست A بخش ۳ از کتاب ارباب حلقه‌ها: بازگشت پادشاه گفته شده که اژدهایان در ویترد هیت آن سوی کوه‌های خاکستری زندگی می‌کردند. گفته می‌شود که اسماگ قوی‌ترین اژدهایان در دوران خود بوده و چندصد سال عمر داشته است. وقتی اسماگ باخبر می‌شود که کوتوله‌ها در پادشاهی شان ثروت زیادی اندوخته‌اند، بدون هیچ پیش زمینه‌ای به پادشاهی آنها یورش می‌برد و کوه را آتش می‌زند. او پس از بیرون کردن کوتوله‌ها از قلعه‌شان برای ۱۵۰ سال در این کوه باقی می‌ماند و نگهبان گنج کوتوله‌ها می‌شود.
در افسانه‌های ناتمام آمده است که گندالف در می‌یابد که اگر سائورون از اسماگ استفاده کند، می‌تواند یک تهدید جدی
برای همه باشد از این رو می‌پذیرد تا به کمک کوتوله‌ها بیاید تا تورین سپر بلوط پادشاهی جدش ثرور را پس بگیرد.

## شخصیت
در توصیف اسماگ گفته شده که «او اژدهایی بسیار حریص، نیرومند و پلید است» تالکین در وصف شخصیت اسماگ گفته است که او باهوش است می‌تواند سخن بگوید از تعریف و تمجید و چاپلوسی نسبت به خودش خوشش می‌آید و از این که بیلبو از او تعریف می‌کند لذت می‌برد. او قدرت هیپنوتیزم دارد به این صورت که هر بار که بیلبو در چشمانش نگاه می‌کند چشمانش برق می‌زند و باعث می‌شود بیلبو حتی هنگامی که به کمک حلقه ناپدید شده تحت تأثیر قرار بگیرد و احساس کند که باید حقیقت را دربارهٔ خودش به اژدها بگوید. این توصیفات کمابیش در فیلم هابیت: برهوت اسماگ نشان داده شده است.